# Rue Pajol
La rue Pajol est une voie du 18e arrondissement de Paris, en France.

## Situation et accès

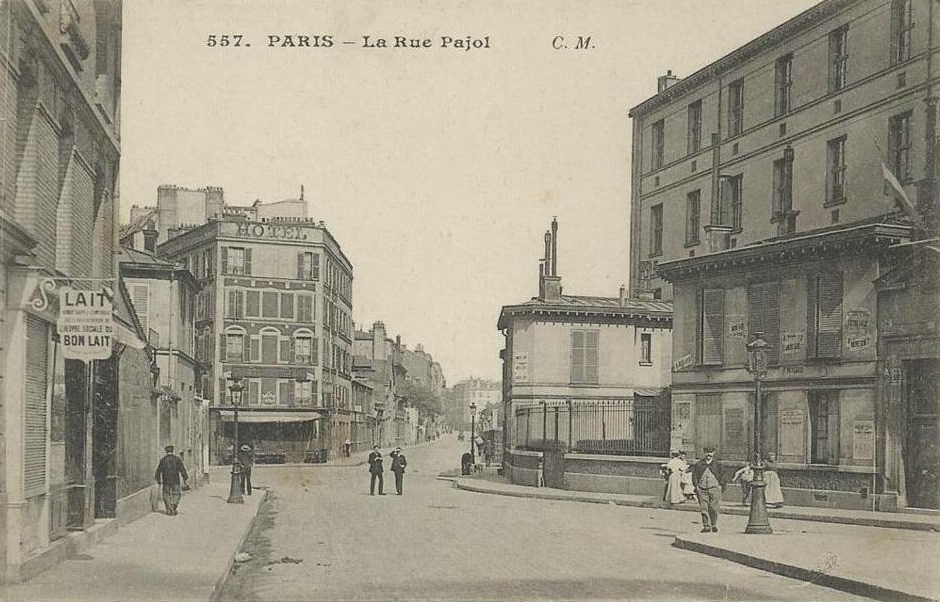
La rue Pajol à l'angle de la rue Philippe de Girard et de la rue du Département, autour de 1900

La rue Pajol est une voie publique située dans le nord-ouest du 18e arrondissement de Paris. Il s'agit d'une voie de 920 m de long et 18 m de large, qui débute au sud sur la place de la Chapelle et se termine au nord sur la place Hébert. Son tracé est assez rectiligne : elle est orientée vers le nord-nord-est sur les 600 premiers mètres, jusqu'à son intersection avec la rue Riquet ; elle s'oriente ensuite quasiment vers le nord. Assez étroite, elle est en sens unique.
La numérotation des immeubles débute au niveau de son débouché sur la place de la Chapelle. Les numéros augmentent en direction de la place Hébert, les numéros impairs à gauche et les numéros pairs à droite.
L'arrêt de métro La Chapelle, sur la ligne 2, est accessible au sud de la rue Pajol, de l'autre côté de la place de la Chapelle. Sur son côté nord, la station la plus proche est Marx Dormoy, sur la ligne 12, accessible sur la rue de la Chapelle par la rue Riquet, à 200 m à l'ouest de l'intersection de cette dernière avec la rue Pajol.
Deux stations Vélib' sont situées sur la rue. La station no 18109 compte 43 places. Elle est située au niveau du 55 de la rue. La station no 18011 compte 34 bornes. Elle est sise au niveau du 85 de la rue.

### Voies adjacentes
En partant du sud, la rue Pajol croise les voies suivantes :
- nos 1 et 2 : place de la Chapelle ;
- nos 19-21 et 14-16 : rue Philippe-de-Girard, puis rue du Département ; les rues Pajol et Philippe-de-Girard se croisant selon un angle faiblement aigu, l'ensemble forme une sorte de placette semi-piétonne d'une cinquantaine de mètres de long, sur laquelle débouche également la rue Jacques-Kablé ;
- nos 18-22 : esplanade Nathalie-Sarraute ; l'esplanade forme la partie droite de la rue Pajol sur 150 m ;
- nos 33-35 : rue Romy-Schneider ;
- nos 57-59 et 22-24 : rue Riquet ;
- nos 65-67 : rue de la Guadeloupe ;
- nos 67-69 et 46-48 : rue de Torcy ;
- nos 71-73 et 52-54 : rue Marc-Séguin ;
- nos 85 et 66 : place Hébert.

## Origine du nom

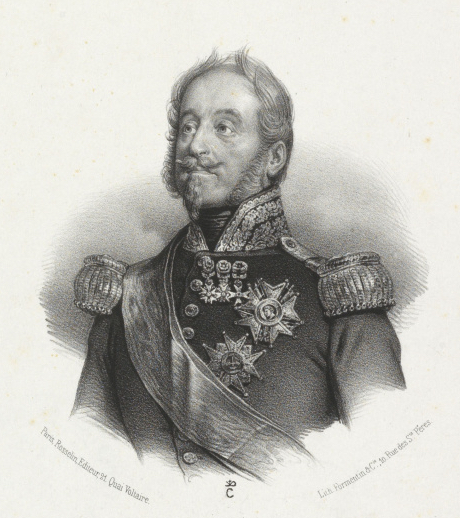
Le général Pajol.

Cette voie a été dénommée en l'honneur du général d'Empire, Pierre Claude Pajol en 1865. Hussard qualifié de « héros de Montereau », il s'était illustré lors de la bataille éponyme (1814), à tel point que Napoléon Ier lui dit :
« Si tous les généraux m'avaient servi comme vous, l'ennemi ne serait pas en France. »

## Historique

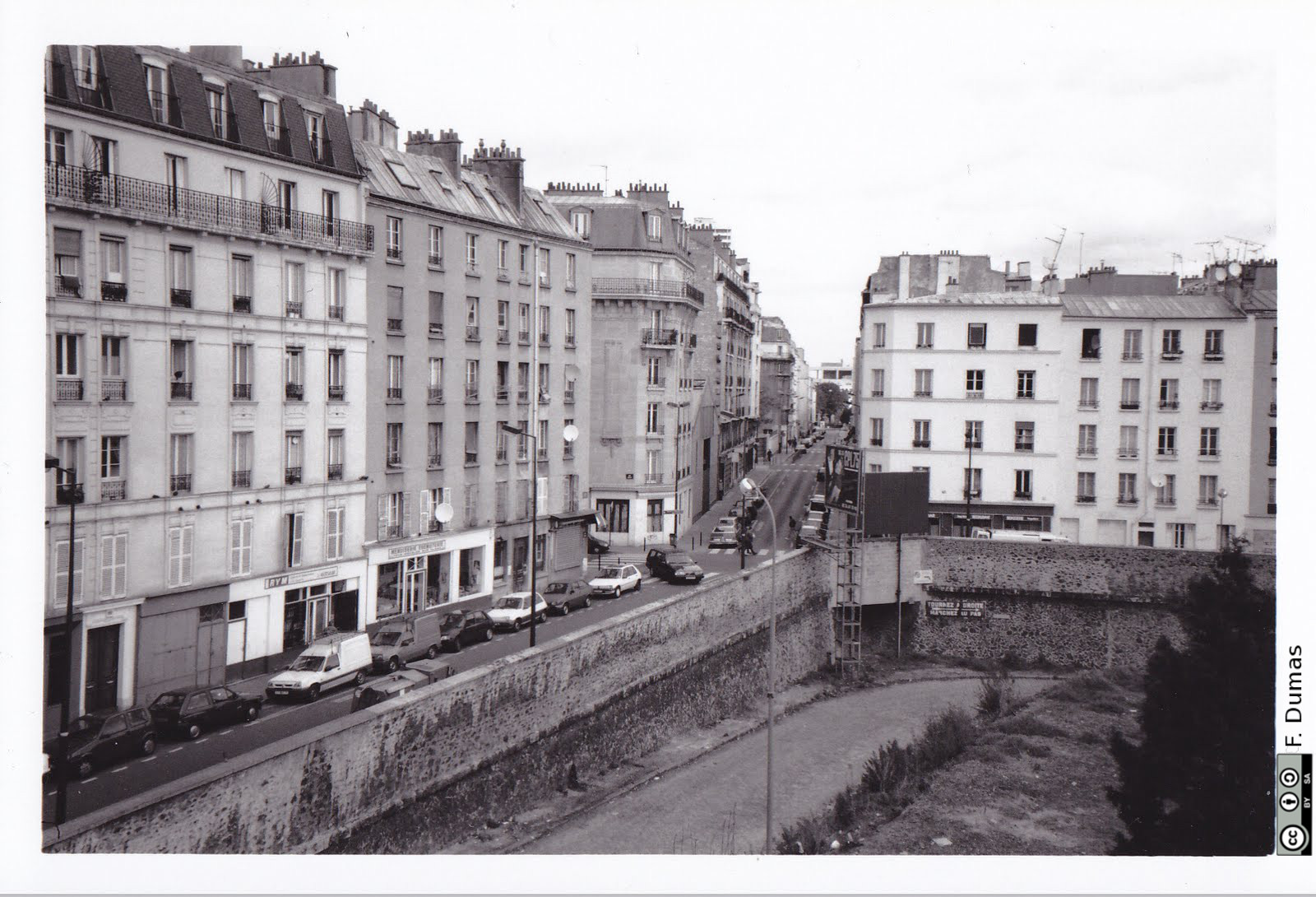
Rue Pajol avant les travaux de la ZAC Pajol (janvier 2012).

Au Moyen Âge, le village de La Chapelle est une petite bourgade située entre les collines de Montmartre et de Belleville, sur la route reliant Saint-Denis à Paris. En 1730, le plan de Roussel des faubourgs de Paris fait correspondre à la zone approximative de l'actuelle rue Pajol la limite est du village de La Chapelle ; l'endroit est essentiellement champêtre.
Au XIXe siècle, la zone fait partie de la commune de La Chapelle. En 1805, le cadastre n'indique pas de voie correspondant à l'actuelle rue Pajol, la zone n'étant pas construite. La région s'urbanise par la suite : en 1830, la portion entre les rues du Département et Riquet apparait sous le nom de « rue de la Gare-du-chemin-de-fer-de-Strasbourg » et longe l'embarcadère du chemin de fer de Strasbourg (actuellement détruit, ses voies étant intégrées à celles de la gare de Paris-Est). Le percement de la rue Neuve de Strasbourg, reliant l'embarcadère aux boulevards vers le nord, et à la rue du Ponceau vers le sud, est discuté en 1850. Ouverte en 1859, elle forme un alignement constitué des rues Neuve de Strasbourg (entre la place de la Chapelle et la rue du Département), de Strasbourg (entre les rues du Département et Riquet) et Neuve du Bon-Puits (entre la rue Riquet et la place Hébert).

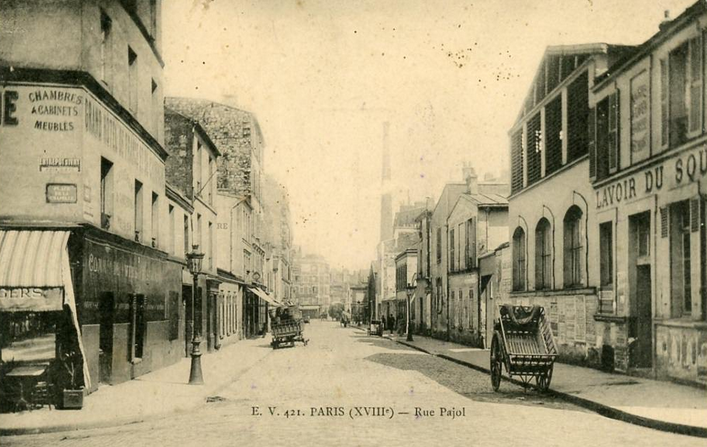
Rue Pajol, vers 1900.

En 1860, la commune de La Chapelle est absorbée lors de l'agrandissement de Paris ; toutes ces voies sont intégrées dans la voirie parisienne le 23 mai 1863 puis réunies en 1865 sous le nom de « rue Pajol ».
En 1870, Joseph Meister et Marie-Angélique Sonnefraud se marient et s'installent au no 22. Leur fils Joseph Meister, né en 1876, est à l'âge de neuf ans le premier sujet humain de vaccination contre la rage par Louis Pasteur après avoir subi une morsure de chien.
Aux alentours de 1870, les ateliers de construction de la Compagnie des chemins de fer de l'Est emploient 425 ouvriers.
Le 6 juin 1918, durant la Première Guerre mondiale, les ateliers de la gare de l'Est, situés au no 22 rue Pajol, sont touchés lors d'un raid effectué par des avions allemands.

Le 7 août 1918, un obus lancé par la Grosse Bertha explose au no 22 rue Pajol.
L'espace entre la nouvelle halle Pajol et la rue prend le nom d'« esplanade Nathalie-Sarraute » en 2013.
En juin 2015, la partie nord de l'esplanade Nathalie-Sarraute est occupée par des réfugiés évacués d'un camp installé sous le métro aérien de la ligne 2 à quelques pas du métro La Chapelle. Une première évacuation de l'esplanade par les forces de l'ordre a lieu le lundi 8 juin. Les migrants sont emmenés de force par les CRS. Une deuxième évacuation, dans des conditions plus sereines, se déroule le 9 juillet 2015.
En 2016, des réfugiés pour la plupart d'origine soudanaise, érythréenne et afghane installent de nouveau un camp de fortune sur l’esplanade Nathalie-Sarraute pendant douze jours. Ce camp est évacué le 29 juin 2016.

## Bâtiments remarquables et lieux de mémoire

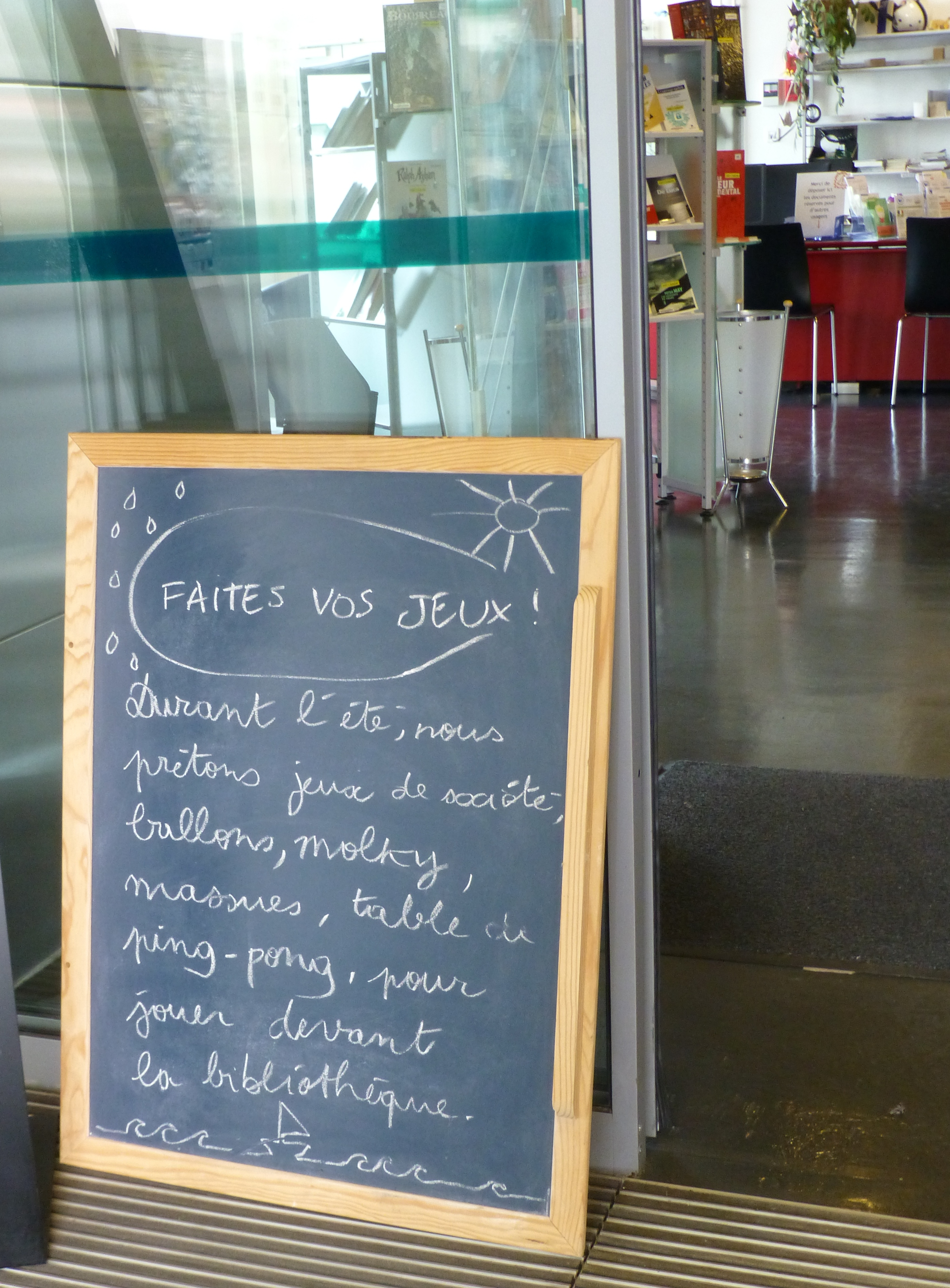
Animation proposée par la bibliothèque, été 2016.

La rue Pajol est située dans une petite zone de Paris comprise entre les voies ferroviaires provenant de la gare du Nord (à l'ouest), de la gare de l'Est (à l'est) et du secteur Évangile-Ney (au nord). Les voies de la gare de l'Est lui sont plus ou moins parallèles, distantes de quelques dizaines de mètres.
Parmi les sites particuliers de la rue :
- nos 13-15 : église Notre-Dame-de-Chaldée, achevée en juin 1992[9], appartenant à l'Église catholique chaldéenne ;
- no 17 : temple Sri Manicka Vinayakar Alayam ou temple de Ganesh (temple hindouiste)[10]
- no 22 : Ancien logement de Joseph Meister.
- no 27 : siège national de la Fédération unie des auberges de jeunesse ;
- la ZAC Pajol occupe une bonne moitié du côté droit de la rue, entre la rue du Département au sud et la rue Riquet au nord ;
- la halle Pajol, ancien entrepôt de la SNCF[11] entièrement réaménagé et équipé d'une centrale photovoltaïque sur le toit. Elle comprend également :
  - la bibliothèque Václav-Havel[12],
  - l'auberge de jeunesse Yves-Robert, de 330 lits ;
- L'Institut universitaire de technologie de Paris Jussieu, installé dans une ancienne halle des Nouvelles messageries de la presse parisienne[13] (NMPP).

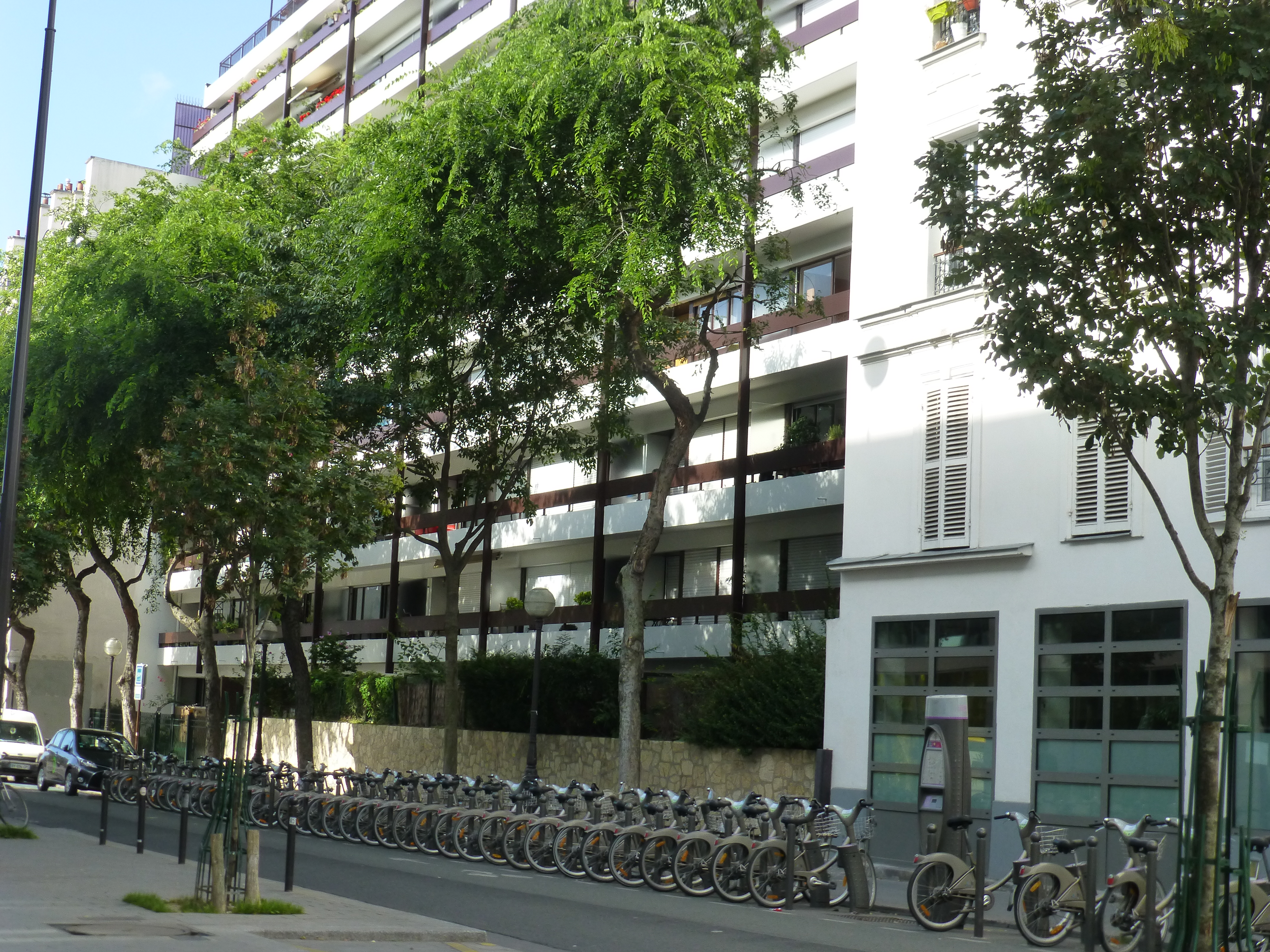
Station Vélib'.

### Culture
La station-service au no 1 de la rue a servi de cadre au tournage du film Tchao Pantin, sorti en 1983. L'édifice n'existe plus en 2015.